# Rooks County
Rooks County is een county in de Amerikaanse staat Kansas.
De county heeft een landoppervlakte van 2.301 km² en telt 5.685 inwoners (volkstelling 2000). De hoofdplaats is Stockton.